# Aulacophora abdominalis
Aulacophora abdominalis es un coleóptero de la familia Chrysomelidae.
Fue descrita científicamente por primera vez en 1781 por Fabricius.